# メタ個体群
メタ個体群（めたこたいぐん）とは、局所的集団（パッチ）が多数集まり、それぞれの局所的集団は生成と消滅を繰り返しながらも存続している個体群モデルのことである。
パッチはソースとシンクに分けられる。ソースパッチ内では個体の絶滅率よりも出生率が上回り、移入率よりも移出率が上回っている。シンクパッチではそれと逆のことが起こり、個体はソースパッチからシンクパッチへと移動する。
メタ個体群が存続するためにはパッチの生成率が消滅率を上回っていなければならない。
例えば捕食-被食関係において、被食者と捕食者が共にあった場合、両者が安定して、あるいは動的平衡の元で共存すると考えるべきなのであろうが、実験ではほとんどの場合どちらかが絶滅する。これを実験系が自然界の条件を何らかの形で再現していないとの判断もあるが、実際にも局所的には共存できないと見る立場もある。それを説明するのにこの考え方は都合がよい。つまり個々のパッチではどちらかが絶滅するのであるが、その個体群がパッチ状の構造を持っているために、絶滅しないパッチが常に存在し、そこが供給源となって新たなパッチが作られることを繰り返しているとの判断である。